# ワリンゴ
ワリンゴ（和林檎、学名: Malus asiatica）は、バラ科リンゴ属の落葉小高木の一種、またはその果実のことである。ジリンゴ（地林檎）ともよばれる。春に白から薄ピンク色の花をつけ（図1）、7–9月に直径3.5–5センチメートルほどの黄色から赤色の果実が実る。中国原産であり、古くから栽培されて果実が利用されてきた。また日本にも導入され、少なくとも鎌倉時代以降には栽培され果実が食用や供え物として利用されていた。古くは本種が「リンゴ（林檎）」とよばれていたが、セイヨウリンゴの導入・普及とともにワリンゴ栽培は減少し、それに伴ってセイヨウリンゴがリンゴとよばれるようになった。

## 特徴
落葉小高木であり、高さ4–6メートルになる。枝は紫褐色、最初は密に毛があるが、後に無毛になる。芽は灰赤色、卵形、最初は密に毛があるが、後に無毛。
葉は単葉。托葉は早落性、披針形、長さ3–5ミリメートル (mm)、縁に鋸歯があり、先は尖鋭形。葉柄は長さ1.5–5センチメートル (cm)、有毛。葉身は卵形から楕円形、5–11 × 4–5.5 cm、基部は円形から広楔形、葉縁には鋸歯があり、先端は鋭頭から鋭尖頭、葉裏には密に毛があり、葉表は最初は有毛であるが後に無毛。
花期は4–5月。短枝の先端に4–7(–10)花からなる散形状の花序がつく（図2a）。苞は早落性、披針形、有毛、先端は鋭尖形。花柄は長さ 1.5–2 cm、密に毛がある。花は直径 3–4 cm。花托に密に毛がある。萼片は三角形から披針形、長さ 4–5 mm、花托よりわずかに長く、両面に密に毛があり、縁は全縁、先端は尖鋭形。花弁は白色からややピンク色、倒卵形から長楕円形、長さ 0.8–1.3 cm、基部は短い爪状、先端は丸い（図2a）。雄しべは17–20本、長さは不等で花弁より短い（図2a）。花柱は4–5本、雄しべより長く、基部に綿毛がある。子房下位、子房は4–5室、中軸胎座で各室は2個の胚珠を含む。
果期は7–9月。熟すと果皮は黄色から赤色、直径 3.5–5 cm、卵形から亜球形であり、基部が凹んでいる（図2b, 3）。果柄は長さ 1.5–2.5 cm、軟毛がある。萼片は残存する（図2b, 3）。果肉には甘みもあるが、酸味や渋味が強い。貯蔵性は低い。染色体数は 2n = 34、51、68。

## 分布・起源
中国原産であり、おもに中国北部から東部に分布する。日当たりの良い斜面から平地の砂質土壌に生育する。朝鮮半島や日本にも導入され、古くから栽培されている。
ゲノム解析からは、カザフスタンなどに分布する Malus sieversii が中国北部に運ばれ、シベリアリンゴ (Malus baccata) と交雑することでワリンゴが生まれたと考えられている。一方で Malus sieversii は西へも運ばれ、ヨーロッパで Malus sylvestris と交雑することでセイヨウリンゴ（現在一般的な意味でのリンゴ; Malus domestica）が生まれた。

## 人間との関わり
ワリンゴは、中国で「林檎」と表記されていた。中国では、「林檎」は遅くとも6世紀の本草書に記されており、この名は果実を食べに鳥が集まることを示す「来禽」に由来するともされる。特に中国北部から東北部で果実利用のため古くから栽培され、果実の形や色、大きさ、成熟期が異なるさまざまな栽培品種が作出された。しかし、19世紀半ばにセイヨウリンゴが中国に導入され、下記の日本と同様に、現在では商業的に生産されている「リンゴ」のほとんどはセイヨウリンゴとなっている。中国では、現在はワリンゴは「花红」や「沙果」、「文林郎果」と表記され、セイヨウリンゴは「苹果」や「蘋果」と表記されることが多い。
日本における「林檎」の初出は平安時代中頃の漢和辞典である『和名類聚抄』であり、「カラナシ（カリン）に似て小さい実をつけるもの」とし、読みを「利宇古宇（りうこう/りうごう/りんごう）」としている。中世以降はリンキ、リンキン、リンゴの読みも見られるようになり、近世になるとリンゴの読みが一般的となった。『和名類聚抄』は漢和辞典であり、この時代に実際にワリンゴが日本で栽培されていたか否かは定かではない。
鎌倉時代の公家である藤原定家による『明月記』の嘉禎元年（1235年）の記に「庭樹林檎」とあり、少なくとも鎌倉時代には日本でも栽培されるようになったと考えられている。また、室町時代前期の『庭訓往来』や室町時代後期の『尺素往来』にも記述があり、菓子（果物）の1つとして「林檎」が挙げられている。戦国大名である浅井長政による貰い受けた林檎に対する礼状が残っており、また公家の山科言経による『言経卿記』の天正19年（1591年）6月の記に「林檎1盆が送られた」との記述があることから、室町末期には上流階級では贈答などに用いられる果物であったことを示している。
江戸時代には、ワリンゴはさらに一般化し、東北地方から九州までの限られた地域で栽培されるようになったと考えられている。17世紀の黒川道祐の書には、「6月下鴨納涼祭には売店が出てウナギの蒲焼やマクワウリ、桃、林檎が売られる」との記事があり、京都庶民の夏の果物となるほど普及していた。また天明7年（1787年）6月、天明の大飢饉で困窮した民衆が京都御所に嘆願に集まった（御所千度参り）際に、後桜町上皇が皇室に献上されていた林檎3万個を民衆に下賜したとの記録がある。またこれに倣って光格天皇が幕府と掛け合って二条城の米を放出させ、これらの行為が後の皇室敬慕、尊王思想につながったともされる。日本においては果期がお盆と重なるため、供え物としても利用されていた。
明治時代になると、日本政府はリンゴ属の別種である Malus domestica の苗木を大量に欧米から導入し、全国に配布した。Malus domestica の栽培が拡大するにつれ、林檎（ワリンゴ）の栽培は激減した。当初、Malus domestica はセイヨウリンゴ、オオリンゴ、トウリンゴ、苹果（へいか）などとよばれたが、単にリンゴと呼ばれることが多くなり、それに伴ってそれまでの「リンゴ」はワリンゴまたはジリンゴとよばれるようになった。

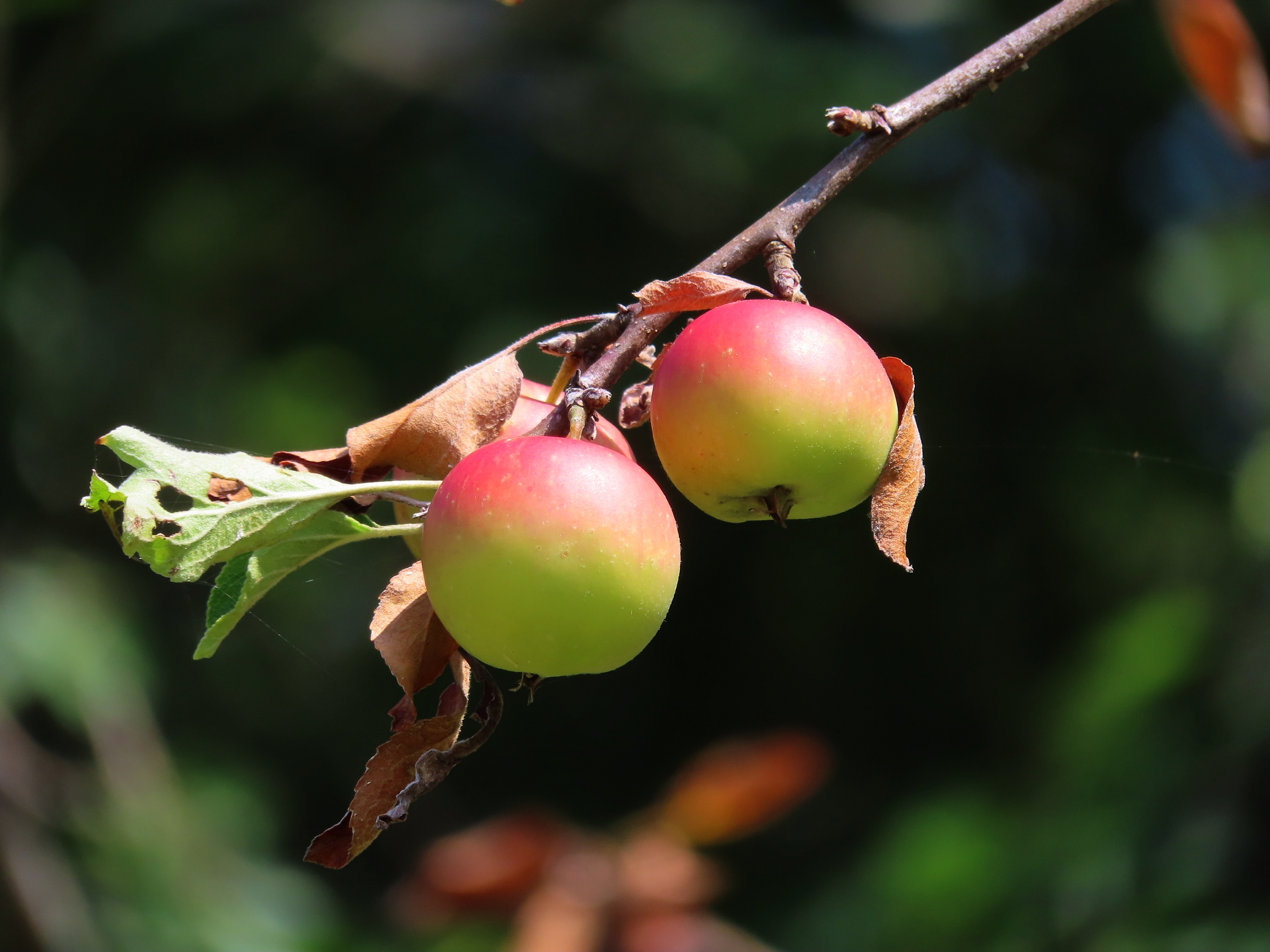
3. 彦根りんご

日本ではワリンゴの栽培は激減したが、「高坂りんご」（長野県飯綱町）、「加賀藩在来」（石川県加賀地方）、「おおわに和りんご」（青森県大鰐町）、「リンキ」（青森県津軽地方）などが全国11か所で栽培されており、お盆の供え物などに用いられている（2018年時点）。皇居の東御苑にも、これらワリンゴが植えられている。滋賀県彦根市では、江戸時代からワリンゴが栽培されて「彦根りんご」として知られていたが、1955年ごろに絶えてしまった。この復活を目指して2003年に「彦根りんごを復活する会」が結成され、石川県や長野県、東北地方からワリンゴを譲り受け、多数の株を接ぎ木によって育成し、古老の記憶や当時描かれた絵を参考に古の「彦根りんご」に似ているものを選抜した（図3）。2017年には、同市で「第二回和りんごサミット」が開催されている。また、滋賀県長浜市湖北町でも「彦根りんごを復活する会」から穂木を分譲してもらい、「小谷城和りんご」として栽培を行なっている。